# فالفوریاس (تگزاس)
فالفوریاس، تگزاس(به انگلیسی: Falfurrias, Texas) شهری در ایالت تگزاس از ایالات جنوبی ایالات متحده آمریکا است. در سرشماری سال ۲۰۰۰، جمعیت این شهر ۵۲۹۷ نفر اعلام شد.